# Starship Flight Test 7

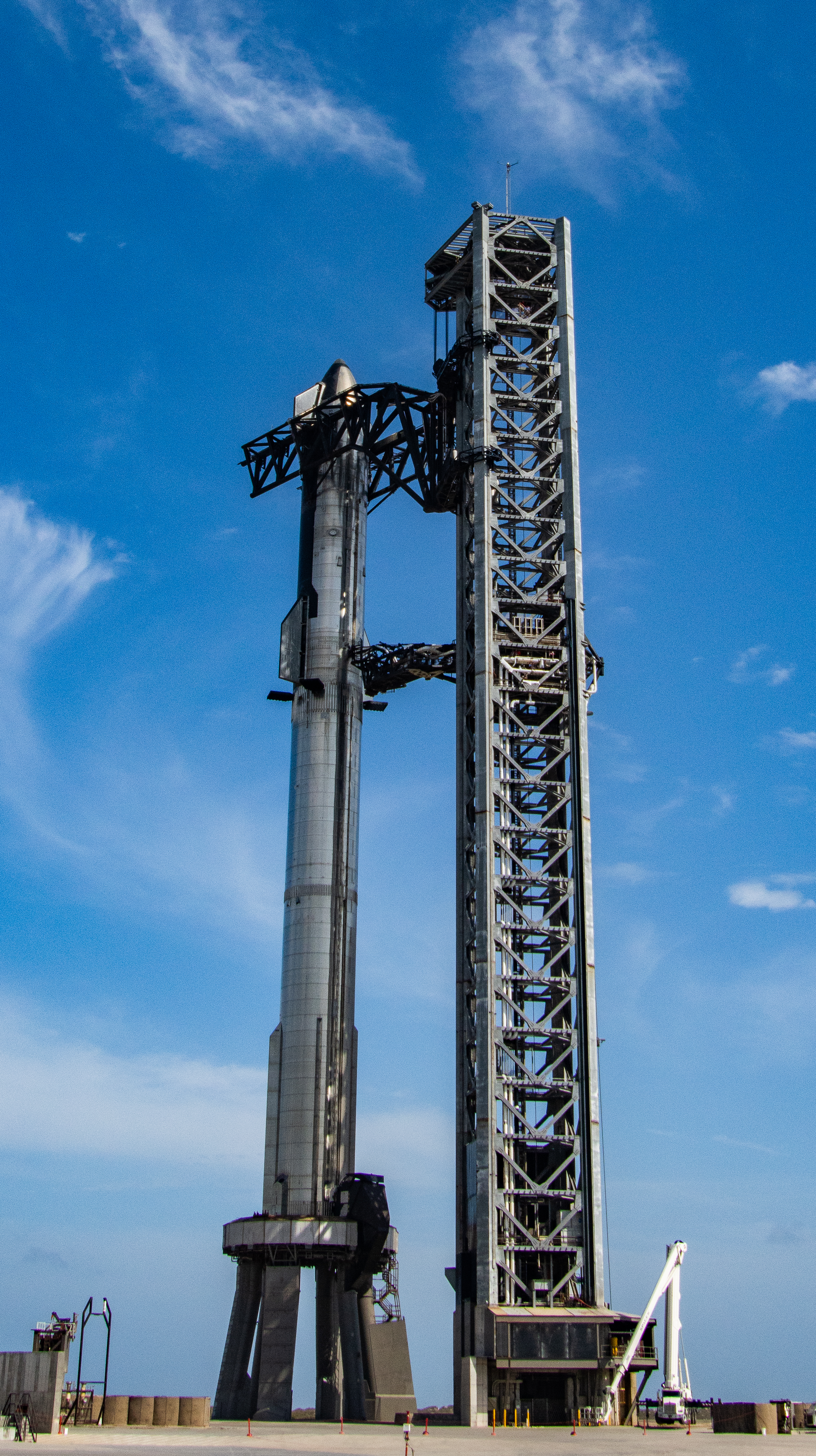
Sestava boosteru B7 a lodi S24 na rampě OLM před startem první testovací mise (IFT-1), v horní části servisní věže sestavu stabilizují pohyblivé paže systému Mechazilla.

Starship Flight Test 7 (FT-7) byl sedmý let kosmické lodi Starship na nosné raketě Super Heavy, který se uskutečnil 16. ledna 2025. Obě součásti sestavy vyvinula a postavila společnost SpaceX podnikatele Elona Muska. Let o plánované délce 65 minut skončil polovičním úspěchem, když se nosič po úspěšném vynesení kosmické lodi do výšky zhruba 80 kilometrů úspěšné vrátil ke startovací věži, která ho zachytila, zatímco kosmická loď se rozpadla po necelých osmi minutách letu nad Karibským mořem.

## Nosná raketa Super Heavy a kosmická loď Starship
Spodní část startovní sestavy tvořila nosná raketa, resp. první, urychlovací stupeň Super Heavy. Horní částí pak byla samotná kosmická loď Starship určená pro lety na oběžné dráze a návraty na Zemi. Obě součásti byly vyvinuty jako plně znovupoužitelné a určené pro vynášení satelitů a dalších kosmických těles, zásob včetně paliva, i pro vesmírnou turistiku, cesty k Měsíci a meziplanetární lety.
Nosič Super Heavy (booster) dosahoval délky 71 metrů a jeho průměr – v celé výšce stejný – 9 metrů. Hmotnost boosteru bez paliva se pohybovala nad 200 tunami, z toho asi 80 tun připadalo na nádrže. Pohon zajišťovalo celkem 33 motorů Raptor, které měly při plném výkonu souhrnný tah 73,5 MN, což ze sestavy činí nejsilnější raketu v historii dobývání vesmíru. Nádrže urychlovacího stupně pojmuly celkem 3 400 tun pohonných hmot, z toho zhruba tři čtvrtiny připadaly na kapalný kyslík a zbylá čtvrtina na podchlazený kapalný metan. Na vrchu boosteru byla umístěna čtyři roštová kormidla pro řízení stupně při přistání, podobně jako se to SpaceX osvědčilo již u jejího dříve vyvinutého nosiče Falcon 9. Shora nosič uzavíral dva metry vysoký prstenec s průduchy, kterými se odváděly spaliny z motorů lodi Starship během jejich spuštění, tedy ještě před oddělením kosmické lodi od urychlovacího stupně. Prstenec byl při 4. a dalších letech po odpojení lodi Starship z boosteru odhozen, čímž se snížila přistávací hmotnost boosteru.
Kosmická loď Starship si v nové verzi Block 2, ve které se na misi vydala, po většinu své výšky zachovala průměr 9 metrů, shodný s urychlovacím stupněm. Až v horní čtvrtině se průměr postupně zmenšoval, aby vytvořil zaoblenou kuželovitou špičku. Oproti první verzi však Block 2 byl o 1,8 metru delší (52,1 metru). Pro řízení během sestupu k Zemi měla loď celkem 4 pohyblivé aerodynamické klapky, dvě v horní a dvě v dolní části. Polovinu lodi po celé její délce a jednu stranu klapek pokrývaly dlaždice tepelného štítu pro ochranu lodi při vstupu do atmosféry. Šest motorů Raptor – tři optimalizované pro provoz ve vesmírném vakuu, tři pro provoz v atmosféře – mělo k dispozici celkem 1500 tun pohonných látek, o 300 tun více než v předchozí verzi Block 1. SpaceX udávala kapacitu nákladu 100 až 150 tun.

## Příprava a průběh letu
Pro let SpaceX určila kosmickou loď Starship s výrobním označením Ship 33 (S33) a první stupeň Super Heavy s označením Booster 14 (B14).
SpaceX týden před plánovaným termínem startu oznámila, že s verzí Block 2 přináší mnoho vylepšení horního stupně sestavy Starship, která přinesou zásadní zlepšení jeho spolehlivosti a výkonu. Nejviditelnější změnou je zmenšení předních klapek, jejich posun směrem ke špičce lodi a současně do větší vzdálenosti od tepelného štítu, čímž se výrazně snížila míra jejich vystavení zpětnému zahřívání a zároveň se zjednodušily základní mechanismy a ochranné obklady. Přepracován byl pohonný systém včetně 25procentního zvýšení objemu pohonných hmot, vakuového opláštění přívodních potrubí a nového systému přívodu paliva pro vakuové motory Raptor. Vylepšen byl modul avioniky pohonu ovládající ventily kosmické lodi a čtecí senzory. Tepelný štít lodi je vybaven dlaždicemi nejnovější generace a obsahuje záložní vrstvu na ochranu při ztrátě nebo nebo poškození dlaždic. Celkem 30 kamer rozmístěných po kosmické lodi v kombinaci s funkcemi internetové sítě Starlink umožňuje streamovat telemetrická data a videa ve vysokém rozlišení rychlostí 120 Mb/s a poskytnout technikům v každé fázi letu neocenitelná technická data.
Na Boosteru 33 bude během letu z testovacích důvodů použit jeden z motorů, které již letěly při 5. misi na Boosteru 12, který úspěšně „zaparkoval” u věže OLT A. SpaceX také provedla hardwarové úpravy na věži, včetně ochrany senzorů na hydraulických ramenech, jejichž poškození při 6. letu bylo důvodem pro odklonění boosteru k přistání na moři.

### Plánovaný průběh letu
Základní obrysy letového plánu se neliší od předchozích tří letů. Booster 33 splní svůj hlavní úkol, udělit kosmické lodi počáteční impuls k cestě na oběžnou dráhu, a po necelých 3 minutách od startu se od ní oddělí. Poté se vrátí zpět na základnu Starbase v Texasu, ke startovací věži OLT A, jejíž hydraulická ramena by ho měla zachytit. V případě nesplnění jakékoli z mnoha podmínek a kritérií na boosteru nebo kosmické lodi ředitel nevydá aktivní příkaz k přiblížení k věži a booster přistane v náhradní lokalitě v Mexickém zálivu na mořskou hladinu.
Kosmická loď S33 bude vlastními silami pokračovat na rychlost blízkou rychlosti nutné pro dosažení oběžné dráhy, ale sama se později vrátí do atmosféry (tzv. transatmosférická dráha). Předtím ale splní řadu dalších úkolů. Podobně jako v předchozím 6. letu nakrátko zapálí jeden ze svých motorů určených pro provoz ve vakuu, ale především uvolní z vypouštěcího systému 10 modelů velikostně a hmotnostně shodných se satelity sítě Starlink, což ověří schopnost systému plnit úkol, pro který byl vyvinut. Modely poletí po stejné trajektorii S33 a na rozdíl od ní po vstupu do atmosféry zaniknou. Kosmická loď ovšem atmosférou proletí a provede přitom několik experimentů. Technici z ní stejně jako v předchozím pokusu odstranili „značný počet” destiček tepelné ochrany, aby napříč povrchem kosmické lodi otestovali zranitelné oblasti. Současně SpaceX otestuje alternativní materiály pro ochranu Starship, včetně jedné destičky s aktivním chlazením. Nově umístěné výčnělky pro zachycení Starship rameny věže OLT, podobné těm, kterými se o věž zachytává booster Super Heavy, projdou letovým testem, aby se ukázalo, jaký vliv na ně má průlet atmosférou. K pokusu o zachycení lodi by ale podle Elona Muska mělo dojít až v dalším, osmém letu.
V závěrečné fázi letu budou také otestovány nově použité radarové senzory, jejichž úkolem je zvýšit přesnost měření vzdálenosti mezi hydraulickými rameny věže a vracející se kosmickou lodí.

### Výroba, testování a předletová příprava
SpaceX začala Ship 33 původně vyrábět jako poslední prototyp první verze kosmické lodi označované jako Block 1. Později se však toto rozhodnutí změnilo a mnoho již vyrobených dílů původní S33 bylo v listopadu 2023 sešrotováno a začala výstavba nové Ship 33 Block 2. Stohování jednotlivých předvyrobených částí na sebe a jejich svařování trvalo od 14. července do 23. srpna 2024 a navázaly na něj další montáže vybavení včetně 4 klapek. O dva měsíce později, 26. října, byla loď převezena ke tlakovým testům včetně kryogenního testu těsnosti nádrží s podchlazeným palivem. Po návratu do výrobní haly Mega Bay 2 začala instalace všech 6 motorů, po nichž byla S33 vyvezena k testování motorů, aby 12. prosince dokončila základní test funkčnosti (Spin Prime Test). Poté 15. prosince na druhý pokus úspěšně prošla statickým testovacím zážehem všech 6 motorů 15. prosince 2024, který o den později potvrdila ještě zážehem jednoho motoru, který bude podobně spuštěn i během letu. SpaceX přitom už 12. prosince oznámila, že S33 je na svůj let připravena. Týmy 7. ledna 2025 vložily do nákladního prostoru 10 modelů satelitů sítě Starlink pro jejich testovací vypuštění během letu.
Čtrnáctý booster začali technici sestavovat v polovině února 2024 a počátkem října 2024 ho odvezli na 2 kryogenní testy, které absolvoval 5. října. K prvnímu vyzdvižení na startovní rampu OLM A vyrazil z montážní haly 6. prosince 2024. Po nezbytných přípravách absolvoval 9. prosince statický zážeh a o tři dny později se vydal na zpáteční cestu do výrobní haly k posledním přípravným pracím. Zpět k rampě OLM vyrazil 30. prosince a byl na ni vyzvednut 31. prosince. O 3 dny později technici začali instalovat systém přerušení letu (FTS) a 6. ledna 2025 překvapivě z vršku boosteru odmontovali mezistupeň s průduchy, které při předchozích letech umožňovaly odvod spalin z motorů kosmické lodi nastartovaných ještě před jejím oddělením od boosteru. Po provedených inspekcích a přípravných pracích ale v noci na 8. ledna mezistupeň vrátili na jeho místo.
V noci z 9. na 10. ledna 2025 k rampě dorazila také kosmická loď S33 a pohyblivá ramena ji poprvé vysadila na vršek sestavy pro 7. let. Další den, 11. ledna, následovala zkouška předletové přípravy včetně kompletního tankování (tzv. Wet Dress Rehearsal, zkouška mokrých šatů), okamžitě následovaná sejmutím S33 z vršku sestavy a prověrkami a inspekcemi horní části jejího pláště. Zpět do letové sestavy se kosmická loď vrátila 12. ledna 2025.

### Termín startu
Podmínkou pro uskutečnění letu byla další, celkem již pátá úprava licence Federálního úřadu pro letectví (FAA) pro lety Starship, protože předchozí úprava z října 2024 pokrývala pouze 5. a 6. let. FAA tento dokument povolující provedení sedmého a dalších letů – v obdobném profilu a konfiguraci jako lety předchozí – vydal 17. prosince 2024. O týden později se ukázalo, že NASA – podle informace zveřejněné na webu FAA – již v listopadu 2024 naplánovala vyslání svého Gulfstream V (s kódovým označením NASA5) k použití kolem 11. ledna 2025 v blízkosti západního australského pobřeží pro snímkování vstupu kosmické lodi do atmosféry a souvisejících vysokoteplotních jevů. V síti pro výměnu dat o leteckém provozu (NOTAM) pro karibskou oblast se také objevilo upozornění, že datum startu Starship Flight 7 je 10. ledna 2025 v okně od 16:00 do 17:37 místního času, tedy od 22:00 UTC, A den před koncem roku 2024 termín potvrdil i Elon Musk v odpovědi na dotaz na síti X.
V den naplnění nákladního prostoru S33 deseti modely Starlinků, 7. ledna 2025, vyšlo najevo, že SpaceX už počítá po start s 11. lednem, ale ani to nebyl konečný termín, protože už 8. ledna oznámila další odklad na 13. ledna. V síti NOTAM se dokonce o den později objevila informace o uzavírkách letového prostoru u kosmodromu a v místě přistání až 14. ledna a v dalších dnech, ale po několika hodinách se i FAA s vyhlášenými uzavírkami vrátila na 13. ledna, stejně jako obdobná síť varování pro námořní provoz. Okres Cameron County vyhlásil 10. ledna na 13,5 hodiny uzávěru silnice kolem kosmodromu na 13. ledna 2025, s náhradními termíny 14. a 15. ledna.
K další změně termínu startu došlo 12. ledna, kdy SpaceX oznámila další odklad, tentokrát na 15. ledna 2025. Startovní okno bylo stále určeno na 22:00 UTC, ale trvalo již pouze 60 minut. Sedm hodin před jeho začátkem pak přišel další, počasím odůvodněný odklad o 24 hodin, tedy na 16. ledna se stejným hodinovým startovním oknem.

### Průběh letu
Sestava odstartovala ve 22:36 UTC, tedy v rámci vymezeného startovního okna. Let probíhal zpočátku podle očekávání, kosmická loď S33 se necelé 3 minuty po startu oddělila od nosiče B14 a pokračovala v cestě vzhůru, zatímco booster namířil zpět k rampě, kde v čase T+6:54 (6 minut a 54 sekund po startu) úspěšně zakotvil. Jedinou zaznamenanou anomálií bylo spuštění pouze 12 ze 13 plánovaných motorů při opakovaném zážehu na začátku cesty zpět k rampě. Při třetím a posledním zážehu těsně před zachycením hydraulickými rameny se ale správně spustilo všech 13 motorů. Technici booster 17. ledna sejmuli z rampy a odvezli do výrobní haly k poletovým prohlídkám.
Na S33 se však po necelých osmi minutách letu ve výšce těsně nad 140 kilometrů a při rychlosti přes 18 000 km/h začaly postupně jeden po druhém vypínat motory. Projevil se také mimořádně rychlý pokles stavu metanu v palivové nádrži, načež se v T+8:26, za rychlosti 21317 km/h a ve výšce 146 km, zcela ztratily telemetrické údaje. Zhruba ve stejném čase nebo krátce poté kosmická loď explodovala nad průlivem mezi Kubou a Floridou a na sociálních sítích se objevila řada videozáznamů desítek kusů trosek vznícených po vstupu do vrchních vrstev atmosféry v blízkosti souostroví Turks a Caicos.

### Reakce
FAA na přechodnou dobu vyhlásil preventivní opatření a odklonil letadla z trasy, v níž by mohly až k letovým hladinám dopadnou nespálené zbytky trosek. Současně oznámil, že událost posuzuje a vydá k ní aktualizované prohlášení. K tomu došlo 17. ledna, když Úřad stručně informoval, že bude dohlížet na vyšetřování, které povede SpaceX, že nejsou hlášena žádná zranění na veřejnosti, ale pracuje se na potvrzení zpráv o škodách na majetku na Turks a Caicos.
SpaceX krátce po skončení letu oznámila, že se kosmická loď S33 rozpadla během stoupání k cílové letové hladině a že týmy prověří data získaná z lodi, aby lépe porozuměly příčinám události. Současně připomněla, že šlo o testovací let, a poučení z událostí při testovacích letech pomáhají zlepšovat spolehlivost kosmických lodí Starship. Společnost později v obsáhlejším stanovisku konstatovala, že podle předběžných údajů v zadní části S33 vznikl požár, který vedl k explozi celé lodi, a že pokud nějaké zbytky dopadly až na zemský povrch, stalo se tak ve vymezené rizikové oblasti. Vyzvala současně případné nálezce zbytků kosmické lodi, aby kontaktovali úřady nebo firemní telefonní linku zřízenou pro hlášení takových nálezů. A přislíbila, že v koordinaci s FAA provede důkladné vyšetřování a zavede nápravná opatření, aby dosáhla zlepšení při budoucích letových testech lodi Starship. Tvrzení o dopadu ve vymezené rizikové oblasti ale bylo zpochybněno odkazem na skutečnost, že ostrovy Turks a Caicos, nad kterými byly trosky spatřeny, už leží mimo původně vymezenou rizikovou oblast.
Elon Musk na síti X komentoval jeden ze záběrů proudu letících hořících trosek slovy: „Úspěch není jistý, ale zábava je zaručena!”
Den po letu ale Musk předběžné zjištění o požáru v zadní části lodi upřesnil v tom smyslu, že v dutině nad požární stěnou oddělující motory od nádrží došlo k úniku kyslíku a paliva, který byl tak velký, že přesáhl kapacitu ventilace. Slíbil přidat pro další lety kromě zdvojené kontroly těsnosti také další protipožární opatření a pravděpodobně také zvětšení plochy pro odvětrání prostoru, aby se v něm případné úniky nehromadily. Vyslovil také domněnku, že „zatím nic nenasvědčuje tomu, že by se příští start měl posunout za příští měsíc”.
Dosluhující šéf NASA Bill Nelson SpaceX k výsledkům letu poblahopřál a připomněl, že kosmické lety nejsou snadné. „Je to všechno, jen ne rutina. Proto jsou tyto testy tak důležité,” napsal na síti X.
Také nominovaný budoucí administrátor (ředitel) NASA Jared Isaacman pogratuloval „všem průkopníkům, kteří řídí tyto převratný mise” (a kromě letu FT-7 měl na mysli také první start těžké rakety New Glenn od společnosti Blue Origin, který se shodou okolností odehrál ve stejný den, pouze o 15 hodin dříve).
V několika dnech po letu se na sociálních sítích objevila řada příspěvků informujících a nalezených nespálených zbytcích, nejčastěji o dlaždicích tepelného štítu kosmické lodi. FAA počátkem února uvedl, že trosky způsobily menší poškození jednoho automobilu na ostrově Jižní Caicos (South Caicos), součásti souostroví. Žádné další škody a žádná zranění úřad nepotvrdil.

### Výsledky vyšetřování
SpaceX zveřejnila 24. února 2025 závěry vyšetřování, které vedla pod dohledem FAA. Podle nich byl 2 minuty po zapálení všech 6 motorů kosmické lodi Starship poblíž jednoho ze 3 motorů Raptor optimalizovaných pro provoz ve vakuu zpozorován záblesk. Po něm senzory zjistily nárůst tlaku v prostoru nad motory, mezi oblým spodním koncem nádrže na kapalný kyslík a tepelným štítem lodi. To naznačovalo netěsnosti v palivovém systému, které se o další dvě minuty později projevily druhým zábleskem následovaným soustavným požárem v tomto prostoru, kvůli němuž se postupně v rychlém sledu automaticky vypnulo pět ze šesti motorů a který nakonec vedl ke ztrátě komunikace s lodí v čase těsně po 8 minutách a 20 sekundách letu. Do té doby nedošlo ke spuštění jakýchkoli destrukčních pravidel pro autonomní letový bezpečnostní systém, který byl v době ztráty komunikace plně v pořádku, a podle analýzy letu se později samostatně spustil a loď zničil.
Za nejpravděpodobnější příčinu tohoto vývoje SpaceX označila harmonickou odezvu (reakci systému na oscilace vznikající během provozu), která byla během letu několikrát silnější, než jaká byla pozorována během testování. To vedlo ke zvýšenému namáhání technologie v pohonném systému, které způsobilo jeho netěsnost a úniky pohonných hmot. Objem úniků přesáhl ventilační schopnost prostoru „podkroví” a vyústil v požár.
SpaceX také uvedla, že jako součást vyšetřování provedla prodloužený statický zážeh při testování lodi Ship 34 pro následující Starship Flight Test 8 – během 60 sekund vyzkoušela více úrovní tahu motoru a tří samostatných hardwarových konfigurací v přívodech vakuového motoru Raptor, aby se znovu vytvořila harmonická odezva pozorovaná během letu 7. Zjištění z tohoto statického zážehu vedla ke změnám v přívodu paliva do vakuových motorů, k úpravám teplot pohonných hmot a ke stanovení nového provozního cíle tahu, který bude použit při nadcházejícím letovém testu.
Společnost kromě toho provedla úpravy pro vyšší odolnost proti únikům a pro snížení rizika požáru – přidala další větrací otvorů v „podkroví” a zavedla nový systém čištění využívající plynný dusík. Plánuje také představit další verzi motoru s označením Raptor 3, u níž se zmenší objem „podkroví” a odpadne většina spojů, kterými může k únikům docházet.
FAA 27. února 2025 vydal aktualizaci licence pro lety Starship a o den později oznámil, že po dokončení požadovaného a komplexního přezkoumání bezpečnosti povolil návrat kosmické lodi Starship do letového provozu, zatímco vyšetřování nehody lodi při 7. letu, které vede SpaceX, zůstává otevřené a FAA na něj dohlíží.
Osmý testovací let naplánovaný původně na 3. března 2025 se uskutečnil 6. března 2025 a skončil bezmála identicky jako let sedmý, postupným vypínáním motorů a následnou explozí kosmické Starship během deváté minuty letu.
FAA však v poslední březnový den roku 2025 schválil výsledky vyšetřování 7. letu vedeného SpaceX – ztotožnil se se závěry společnosti ohledně příčin události a akceptoval 11 nápravných opatření, které SpaceX navrhla a před 8. letem provedla, aby zabránilo opakování takového průběhu letu. události.